# May Leiba
May Leiba est un réservoir qui se trouve dans le woreda de Dogu’a Tembien au Tigré en Éthiopie. Le barrage a été construit en 1998 par la Relief Society of Tigray.

## Caractéristiques du barrage
- Hauteur : 18,9 mètres
- Longueur de la crête : 371 mètres
- Largeur du déversoir : 25 mètres

## Capacité
- Capacité d’origine : 958 175 m3
- Tranche non-vidangeable : 191 635 m3
- Superficie : 16 ha

En 2002, l’espérance de vie du réservoir (la durée avant qu’il ne soit rempli de sédiments) était estimée à 15 années.

## Irrigation
- Périmètre irrigué planifié: 50 ha
- Aire irriguée réellement en 2002: 5 ha

Un premier problème est d’ordre administratif : le barrage et la zone d’irrigation sont établies dans des municipalités différentes, ce qui a provoqué des différences d’opinion concernant le partage des eaux. La majeure partie des eaux du réservoir est perdue par percolation à travers la roche calcaire; une partie des eaux du réservoir est perdue par percolation; un effet secondaire et positif est que ces eaux contribuent à la recharge des aquifères.

## Le bassin versant
Le bassin versant du réservoir a une superficie de 17,87 km2, et une longueur de 4 540 mètres. Le réservoir subit une sédimentation rapide.

## Environnement
La lithologie du bassin est composée de Calcaire d’Antalo, Schistes d’Agula, Grès d’Amba Aradam et Basaltes d’Ashangi. Les sols comprennent des caténas de sols rouges et noirs sur basalte (Cambisol-Vertisol et Regosol-Vertisol sur les calcaires. Le réservoir subit une sédimentation rapide. On a essayé d’utiliser ces sédiments pour établir des champs dans des zones rocheuses, il était cependant très coûteux de transporter ces sédiments du fond du lac (asséché en période sèche) vers les rivages pour établir ces champs.

## Galerie

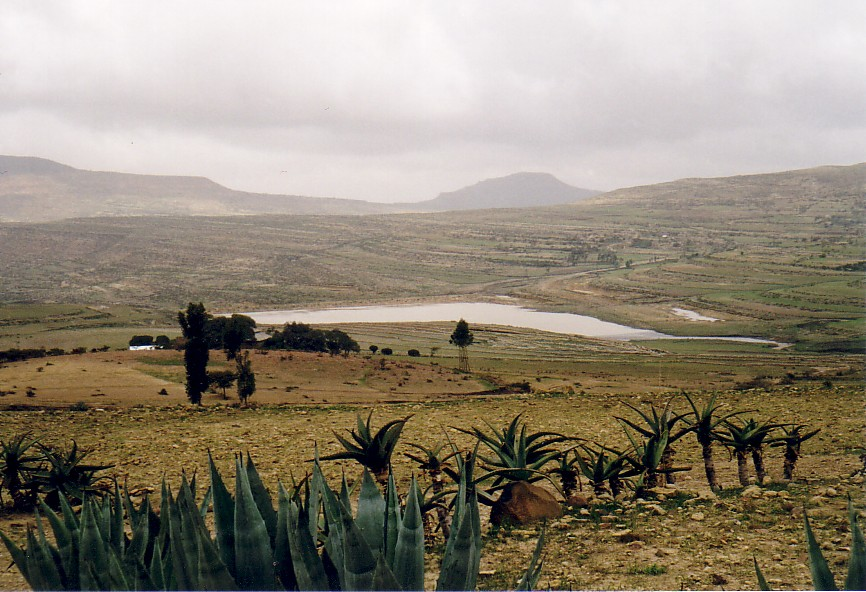
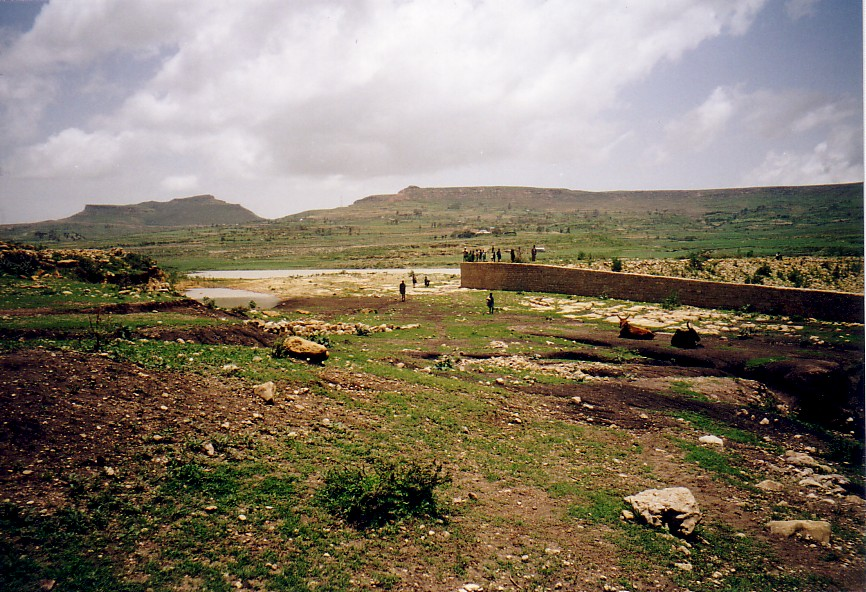
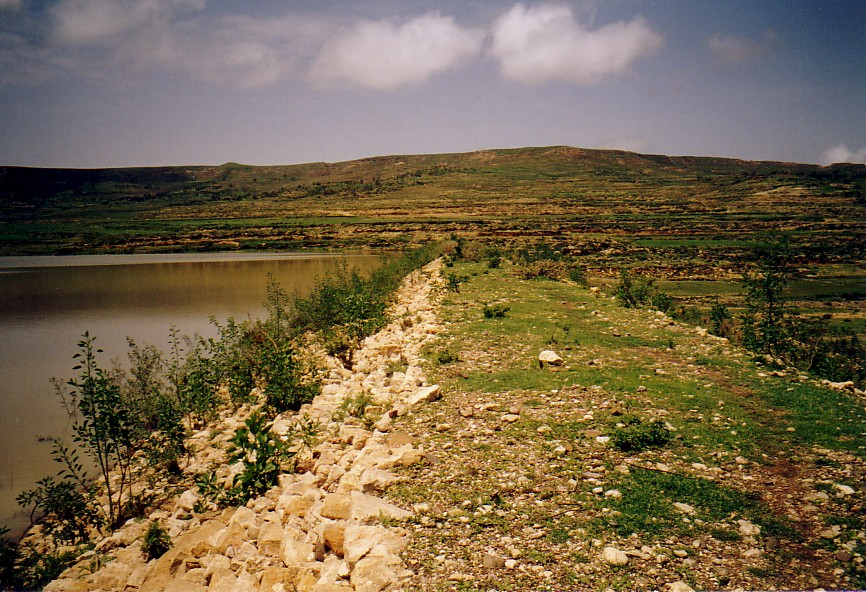
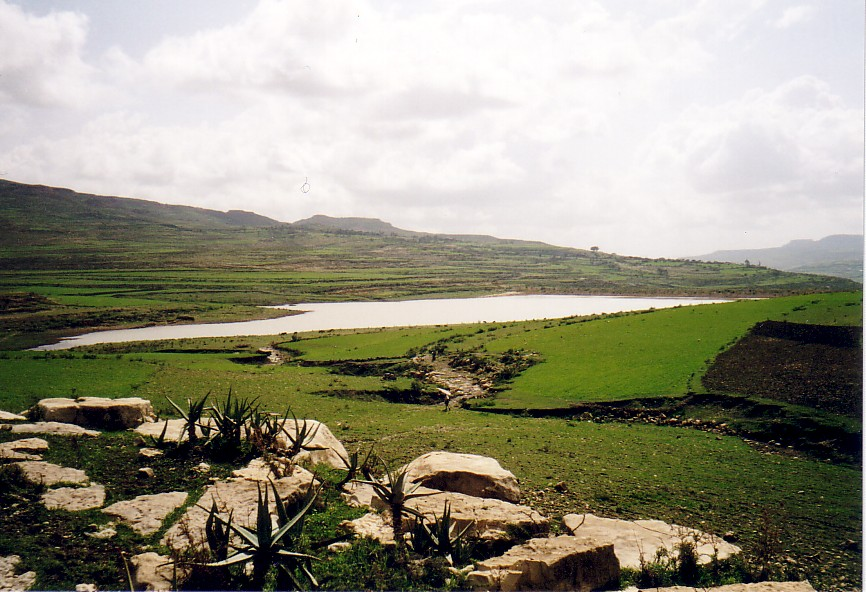
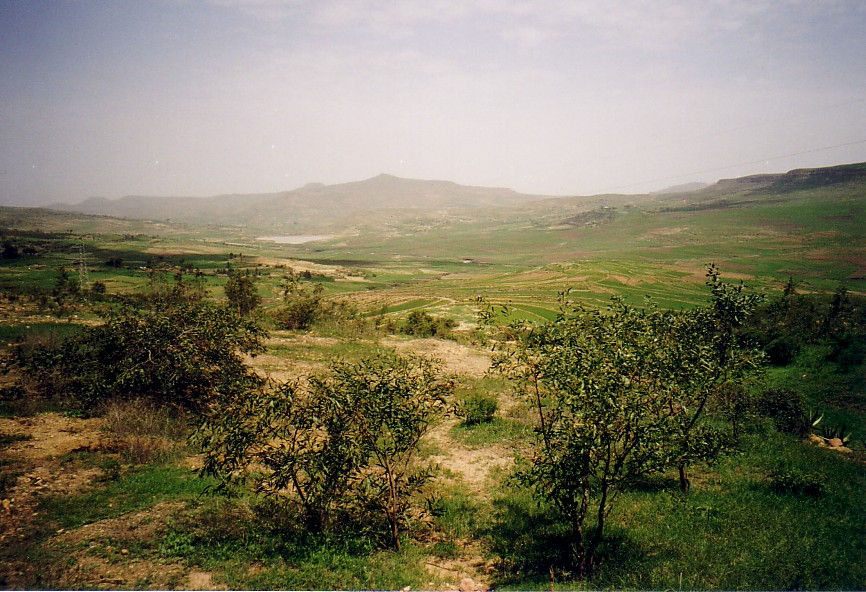
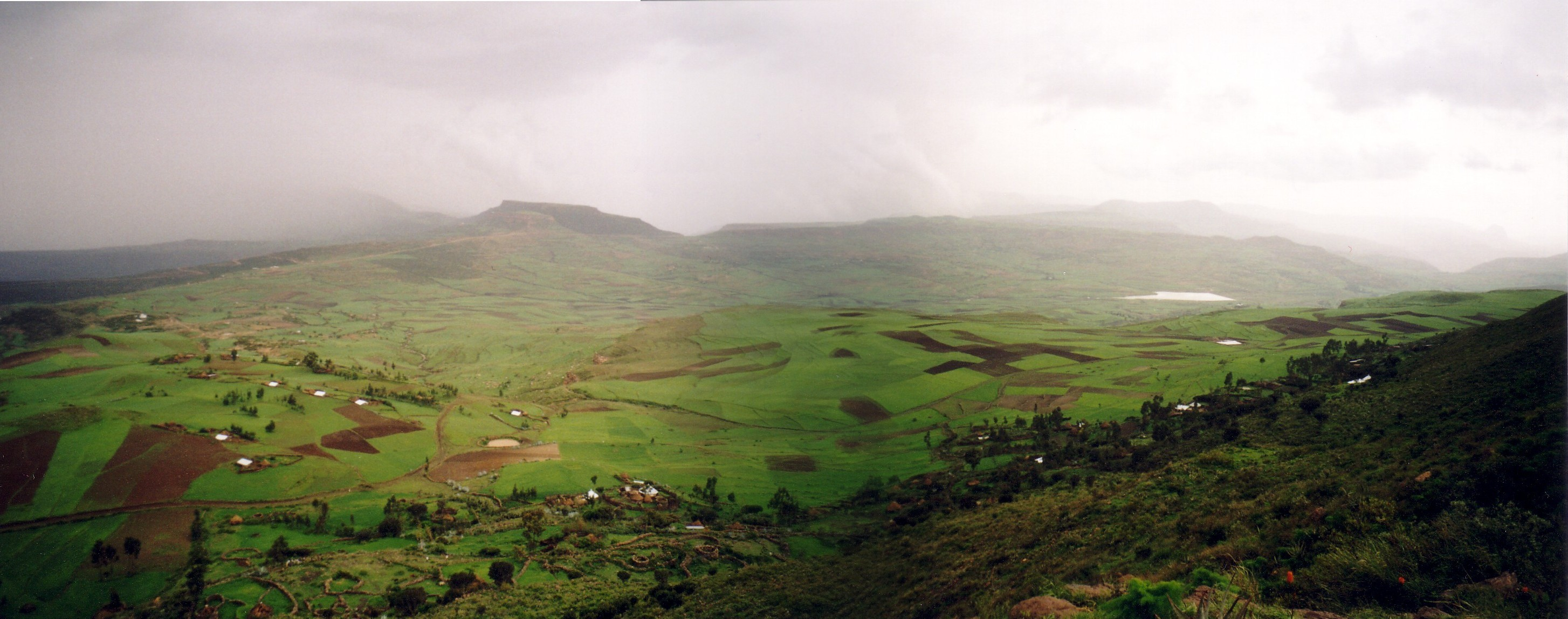
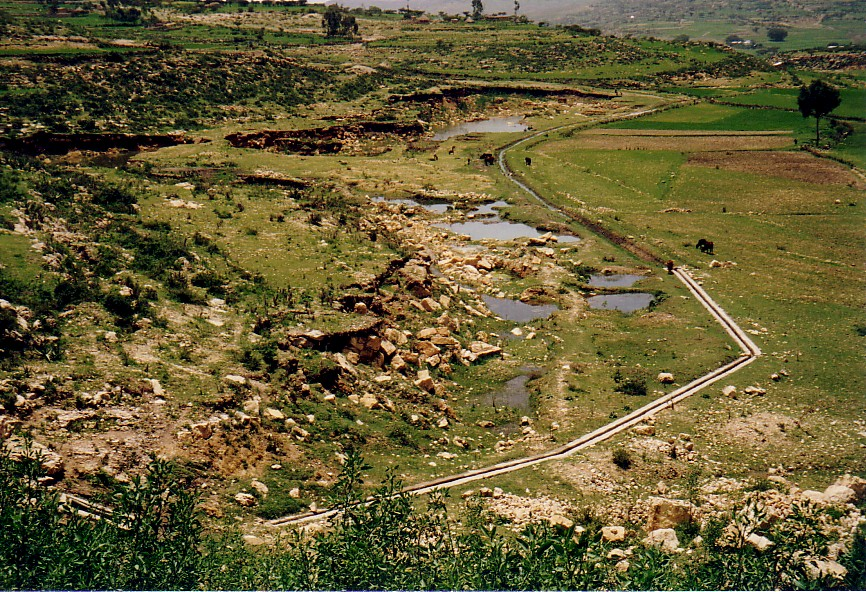